# ФК ВВС (Москва)
ФК ВВС Москва е съветски футболен клуб. Основан на базата на отбора на московското авиотехническо училище. Играли са с жълто-сини екипи. Отборът е играл на стадионите Динамо и Сталинец. През 1947 се класират за висшата лига на СССР. През 1950 отборът завършва на четвърта позиция. Голям привърженик на отбора е бил синът на Йосиф Сталин-Василий.